# Uri
|  | Per a altres significats, vegeu «Uri (Sardenya)». |

Uri és un cantó de Suïssa.

## Història
La Carta Federal de 1291 signada per les comunitats rurals d'Uri, Schwyz i Unterwalden es considera tradicionalment el document fundador de la Confederació Suïssa, encara que van poder haver existit aliances similars algunes dècades abans.
Entrades (en milions de CHF): 1 440 fr.

## Geografia
El cantó d'Uri està situat a la Suïssa central entre el llac dels Quatre Cantons i el massís del Gothard. El cantó d'Uri limita amb els cantons de Grisons, del Ticino, del Valais, de Berna, d'Obwalden, de Nidwalden, de Schwyz i de Glarus. La llengua oficial del cantó és l'alemany.

## Municipis
El cantó està format per 20 municipis. Per la llista completa, vegeu Localitats d'Uri.